# Rory Delap
Rory John Delap (* 6. Juli 1976 in Sutton Coldfield, England) ist ein ehemaliger irischer Fußballspieler. Der Mittelfeldspieler absolvierte jeweils deutlich mehr als 100 Pflichtspiele für Vereine wie Derby County, FC Southampton und Stoke City sowie elf Partien in der irischen A-Nationalmannschaft. Er war vor allem durch seine extrem weiten Einwürfe bekannt.
Er ist der Vater des englisch-irischen Fußballspielers Liam Delap.

## Vereinskarriere

### Carlisle United (1992–1998)
Delap, dessen Eltern aus Irland stammen, begann seine Profikarriere im Juli 1994 in der viertklassigen Third Division bei Carlisle United, nachdem er sich bereits 1992 der Jugendabteilung des Vereins angeschlossen und 16-jährig gegen den FC Scarborough am 8. Mai 1993 per Einwechslung am letzten Spieltag der Saison 1992/93 in der ersten Mannschaft debütiert hatte. Der erste Auftritt in der Startelf folgte am 15. April 1995 gegen den FC Bury in einer Saison 1994/95, die dem Klub die Viertligameisterschaft und den Aufstieg in die dritte Liga einbrachte. Zunächst noch als Stürmer agierend, schoss er am 14. Oktober 1995 gegen Crewe Alexandra sein erstes Tor (von insgesamt dreien in der Saison 1995/96). Er blieb jedoch trotz seiner Beförderung in die irische U-21-Auswahl weiter nur Ergänzungsspieler und bei seinen 19 Auftritten stand er nur fünfmal in der Startelf.
Nach dem direkten Wiederabstieg feierte er in der Saison 1996/97 unter dem neuen Trainer Mervy Day seinen sportlichen Durchbruch, als er vor allem längere Zeit die Position des offensiven rechten Außenverteidigers (als sogenannter „Wingback“) bekleidete. Neben einem kraftvollen Schuss mit rechts und einer allgemein guten Ballkontrolle fiel erstmals sein sehr weiter Einwurf auf, mit dem er nicht selten gegnerische Defensivreihen vor Probleme stellte. Am Ende des erfolgreichen Jahres stand der abermalige Aufstieg in die Drittklassigkeit und dazu der Sieg in der Football League Trophy. Aufgrund einer im August 1997 bei der U-21 erlittenen Knöchelverletzung musste Delap bis Dezember pausieren. Dessen ungeachtet hatte er bereits das Interesse diverser Premier-League-Klubs auf sich gezogen und letztlich zog es ihn im Februar 1998 zu Derby County. Carlisle United förderte die Transferangelegenheit, da der Erlös dringend zur Linderung finanzieller Engpässe benötigt wurde.

### Derby County (1998–2001)
Derbys Trainer Jim Smith hatte an Delap vor allem die Fähigkeit geschätzt, die Rollen in der rechten Außenverteidigung und Sturm zu wechseln. Der mittlerweile zum irischen A-Nationalspieler gereifte Delap war auch zu Beginn der Saison 1998/99 eine feste Größe bei den „Rams“, bevor er besonders nach einer schwachen Leistung im Ligapokal gegen den FC Arsenal seinen Platz verlor. Dazu kam eine mysteriöse Krankheit infolge der Einnahme von Energydrinks sowie eine Innenbandverletzung, bevor er ein Comeback in der Reservemannschaft startete. In der Spielzeit 1999/2000 war er mit 34 Ligaeinsätzen wieder Stammspieler. Dabei agierte er zeitweise als Mittelfeldspieler oder Stürmer und erzielte mit acht Saisontoren die beste Ausbeute seiner Karriere – darunter ein spektakulärer Weitschuss gegen Arsenal im August 1999. In seinem dritten und letzten Jahr für Derby County gelang ihm gegen Leicester City ein weiteres Tor aus großer Distanz und aufgrund von Verletzungssorgen im Klub half er weiter zeitweise als „Notstürmer“ aus. Insgesamt absolvierte er in drei Jahren 103 Ligapartien für Derby, bevor er in der Sommerpause 2001 für vier Millionen Pfund zum Ligakonkurrenten FC Southampton wechselte und dort zum bis dahin teuersten Einkauf des Klubs wurde.

### Southampton & Sunderland (2001–2007)
Die Umstellung in Southampton gestaltete sich schwierig, was vor allem daran lag, dass seine Form als Rechtsverteidiger nachließ und er auf der (aushilfsmäßigen) Stürmerposition etwas deplatziert wirkt. Erst als der Verteidiger Jason Dodd zurückkehrte und Delap im Mittelfeld auflief, harmonierte er besser mit seinem neuen Team. In der Saison 2002/03 war er Teil einer deutlich verbesserten Mittelfeldzentrale des FC Southampton, bevor er sich im Januar 2003 gegen den AFC Sunderland verletzte. Es folgten nur noch zwei kurze Comebackversuche in der Saison, in der Southampton seinen fehlenden Beitrag nur schwerlich kompensieren konnte und das FA-Cup-Finale gegen Arsenal (0:1) ohne ihn bestritt. In der Spielzeit 2003/04 kämpfte er wieder um den Anschluss in der Mannschaft und erzielte gegen Tottenham Hotspur ein Tor per Fallrückzieher, bevor er sich im April 2004 erneut am Knie verletzte und dadurch in den letzten vier Spielen pausieren musste. In der Saison 2004/05 verpasste er nur eins von 38 Premier-League-Spielen und im Team von Paul Sturrock und Steve Wigley war er eine der wenigen Konstanten. Dabei agierte er wieder häufiger als offensiver rechter Außenverteidiger, war dabei jedoch formschwach und am Ende ging es für den Klub als Tabellenletzter in die Zweitklassigkeit. Nach dem Abstieg war Delap noch ein halbes Jahr in Southampton und unter dem neuen Trainer George Burley kam er wieder als rechter Mittelfeldspieler zum Einsatz. Kurz vor Ende der Wintertransferperiode 2005/06 wechselte er dann zurück in die Premier League zum AFC Sunderland, der zum damaligen Zeitpunkt von Mick McCarthy, unter dem er auch die meisten Einsätze im irischen Nationalteam absolvierte, trainiert wurde.
Aufgrund einer Verletzung feierte er erst im Februar 2006 seinen Einstand für Sunderland und bis zum Saisonende absolvierte er nur noch fünf weitere Ligapartien. Der Abstieg des Klubs mit nur 15 Punkten hatte dabei frühzeitig festgestanden, aber zu allem Überfluss handelte er sich kurz vor Ende noch gegen den FC Fulham einen Nasenbeinbruch ein. Nach dem Abstieg wurde Roy Keane McCarthys Nachfolger, der mit dem 30-jährigen Delap nicht mehr plante und so wurde er schließlich im Oktober 2006 an den Zweitligakonkurrenten Stoke City verliehen. In seinem Heimdebüt für Stoke zog er sich ausgerechnet gegen Sunderland einen doppelten Beinbruch zu und fiel dadurch bis zum Saisonende aus. Trotz dieser Verletzung wurde er von Stoke noch in der Winterpause ablösefrei verpflichtet.

### Stoke City (2007–2013)

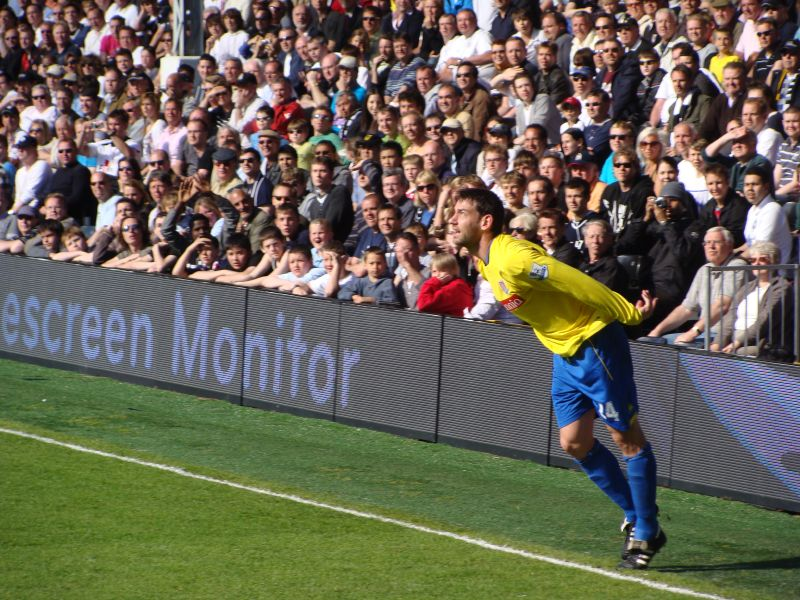
Delap bei der Ausführung eines Einwurfs

In der Spielzeit 2007/08 gehörte Delap zum Stammpersonal von Stoke City, das durch den zweiten Platz in der Meisterschaft in die Premier League aufstieg. Dabei war er einer der Schlüsselspieler im Mittelfeld und in der entscheidenden Phase führte er die Mannschaft als Kapitän an. Besondere Aufmerksamkeit erregte er dann in der Erstligasaison 2008/09, in der er mit Stoke entgegen vielen Expertenmeinungen, die in der technisch limitiert wirkenden Mannschaft einen sicheren Absteiger gesehen hatte, die Klasse sicher hielt und dazu überraschend oft mit seinen weiten Einwürfen sogar Spitzenmannschaften des englischen Fußballs Kopfzerbrechen bereitete. Obwohl sich die Gegner in den folgenden Jahren besser auf diese Gefahr einstellten, blieb Delap auch in der Saison 2009/10 aufgrund seines Einsatzwillens ein wichtiger Faktor, wenngleich er in der Offensive (wie schon in den vergangenen Jahren) oft die ihm gebotenen Chancen zu Torerfolgen vergab.
Am 13. September 2010 erreichte Delap die Marke von 300 Premier-League-Einsätzen. Dazu zog er ins 2011er FA-Cup-Endspiel ein und stand dort gegen Manchester City, das mit 0:1 verloren ging, in der Startelf. Mit dem Pokalerfolg war die Qualifikation für die Europa League 2011/12 verbunden und dort absolvierte Delap in seinem letzten Jahr als Stammkraft für Stoke sechs Partien – darunter waren die beiden 0:1-Niederlagen in der Runde der letzten 32 Mannschaft gegen den FC Valencia, die zum Ausscheiden führten. Im letzten Vertragsjahr 2012/13 absolvierte er am ersten Spieltag beim 1:1 gegen den FC Reading für Stoke nur ein einziges Spiel und nach einem halben Jahr „in Wartestellung“ lieh ihn der Klub Ende Januar 2013 für die restlichen Saisonpartien an den Zweitligisten FC Barnsley aus. In Barnsley bestritt er sechs Ligapartien, von denen fünf gewonnen wurden, die wiederum wesentlich verantwortlich für den knappen Klassenerhalt waren. Nach dem Ende der Leihphase lief Delaps Vertrag bei Stoke City aus.

### Karriereausklang (2013)
Im Sommer 2013 spielte Delap beim Viertligisten Burton Albion vor und im Juli 2013 unterzeichnete er bei dem neuen Klub, der ihn in erster Linie als Rechtsverteidiger einplante, einen Einjahresvertrag. Bereits vor Ablauf dieses Jahres verkündete er im Dezember 2013 seinen Rücktritt.

## Nationalmannschaft
Delap gab 1998 sein Debüt in der irischen Nationalelf in einem Freundschaftsspiel gegen Tschechien. Insgesamt kam er zwischen 1998 und 2004 zu elf Einsätzen im Nationaldress. Für das einzige große Turnier Irlands in dieser Zeit – die Weltmeisterschaft 2002 – wurde er nicht berücksichtigt. Seine letzte Partie absolvierte er im März 2004 in einem neuerlichen Freundschaftsspiel gegen Tschechien. Die relativ geringe Anzahl von Länderspielen lag auch in zahlreichen Verletzungen begründet, die Delap immer wieder zurückwarfen.

## Titel/Auszeichnungen
- Football League Trophy (1): 1997